# Westratia gobiensis
Westratia gobiensis  (лат.) — ископаемый вид перепончатокрылых наездников рода Westratia из семейства Praeaulacidae. Один из древнейших представителей паразитических перепончатокрылых. Обнаружен в меловых ископаемых отпечатках (Бон-Цаган, Баян-Хонгорский аймак, Монголия, меловой период, Dzun-Bain Formation, аптский ярус, около 120 млн лет).

## Описание
Мелкие перепончатокрылые наездники. Длина тела около 2,5 мм. Длина переднего крыла до основания птеростигмы 2,5 мм. Глаза крупные. Яйцеклад изогнут вниз. Отпечаток плохой сохранности демонстрирует не все признаки. Переднее крыло с основанием жилки RS сближенном с птеростигмой.  Бёдра тонкие, заднее бедро узкое. Среднеспинка ребристая, основание ячейки 1-mcu широкое. Брюшко удлинённое.
Вид Westratia gobiensis был впервые описан по отпечаткам в 1990 году советским и российским палеоэнтомологом Александром Павловичем Расницыным (ПИН РАН, Москва). Включён в состав отдельного рода Westratia Jell and Duncan, 1986.